# Одбегла порота
Одбегла порота (енгл. Runaway Jury) је амерички трилер-драма из 2003. коју је режирао Гари Фледер. Главне улоге играју: Џон Кјузак, Џин Хекман, Дастин Хофман и Рејчел Вајс.

## Радња
Цела радња филма развија се око тужбе против компаније за производњу оружја. Две године пре догађаја описаних у Њу Орлеансу, једанаест људи је убијено, а петоро теже повређено из пиштоља ове компаније. Порота разматра случај Селест Вуд, младе Американке, која је на страни познатог адвоката, који лобира за забрану слободне продаје оружја, против произвођача оружја, са огромним новцем на њеној страни, и познати професионални „програмер” пороте, са друге стране, користећи све врсте незаконитих метода притиска на потоње. 

## Улоге
| Глумац          | Улога                   |
| --------------- | ----------------------- |
| Џон Кјузак      | Николас Истер/Џефри Кер |
| Рејчел Вајс     | Габријел 'Марли' Брант  |
| Дастин Хофман   | Вендал Рор              |
| Џин Хекман      | Ранкин Фич              |
| Џереми Пивен    | Лоренс Грин             |
| Брус Дејвисон   | Дарвуд Кејбел           |
| Брус Макгил     | судија Харкин           |
| Маргарит Мороу  | Аманда Монро            |
| Ник Серси       | Дојл                    |
| Лиланд Орсер    | Ламб                    |
| Лори Херинг     | Максин                  |
| Нестор Серано   | Јанович                 |
| Џоана Гоинг     | Селест Вуд              |
| Дилан Макдермот | Џејкоб Вуд              |
| Андреа Пауел    | Дебора                  |
| Керол Сатон     | Лу Дел                  |
| Стенли Андерсон | Гарланд Џанки           |
| Силија Вестон   | господин Брант          |
| Клиф Кертис     | Френк Херера            |
| Џенифер Билс    | Ванеса Лембек           |